# Pteroidichthys
Genre
Pteroidichthys est un genre de poissons de la famille des Scorpaenidae, cousin des rascasses.

## Liste des espèces
Selon FishBase (24 janvier 2020) et World Register of Marine Species (24 janvier 2020) :
- Pteroidichthys acutus Motomura & Kanade, 2015
- Pteroidichthys amboinensis Bleeker, 1856
- Pteroidichthys caussei Motomura & Kanade, 2015
- Pteroidichthys godfreyi (Whitley, 1954)
- Pteroidichthys noronhai (Fowler, 1938)